# Ulmen-Harlekin

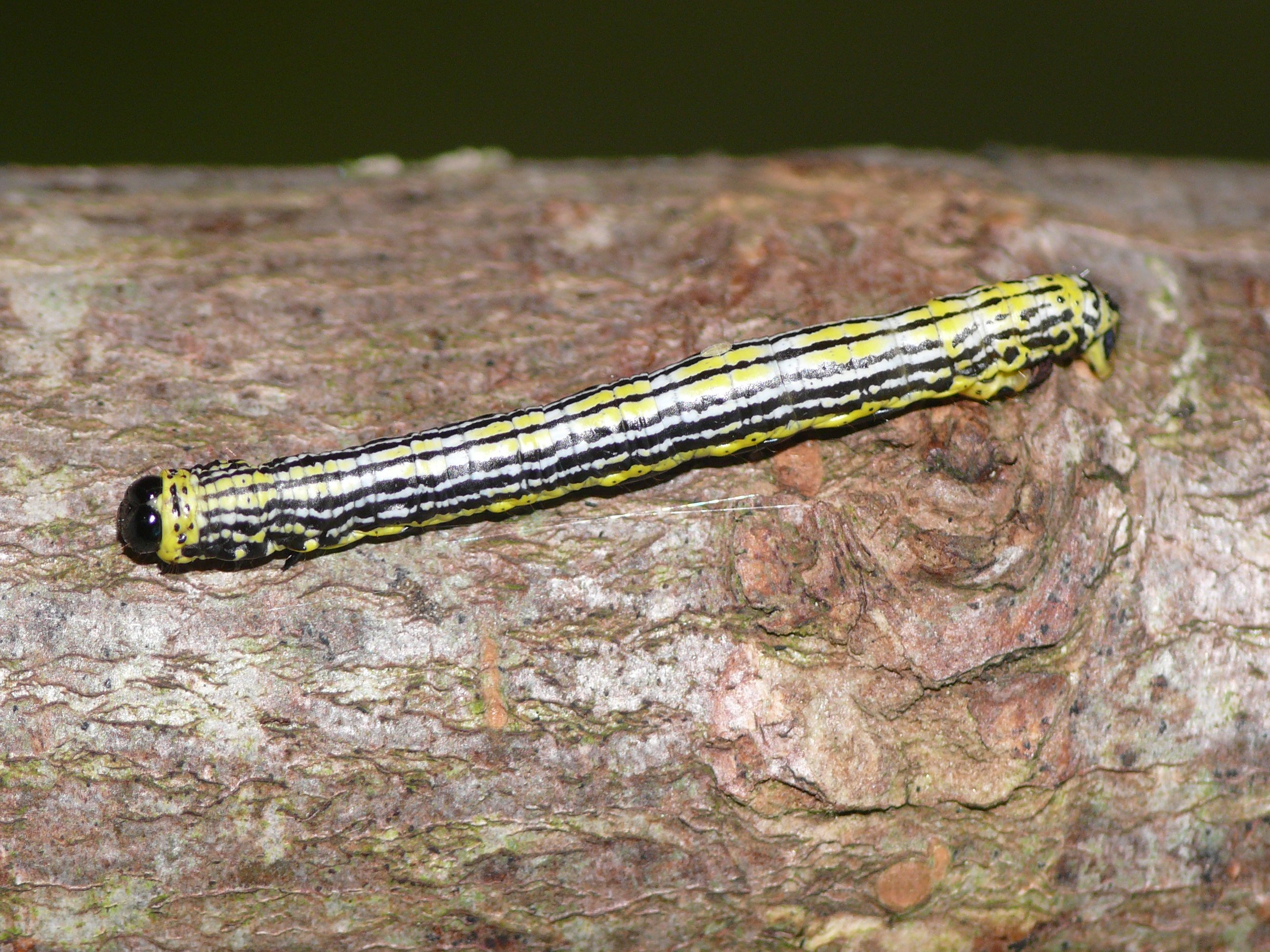
Raupe des Ulmen-Harlekins auf einer Ulme

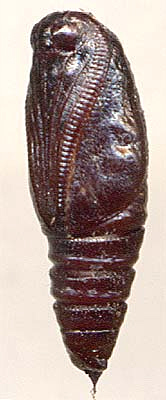
Puppe des Ulmen-Harlekins

Der Ulmen-Harlekin oder Ulmen-Fleckenspanner (Abraxas sylvata), auch als Traubenkirschenspanner, „Vogeldreck“ oder Traubenkirschen-Harlekin genannt ist ein Schmetterling (Nachtfalter) aus der Familie der Spanner (Geometridae).

## Merkmale

### Falter
Der Ulmen-Harlekin erreicht eine Flügelspannweite von 32 bis 45 Millimetern (35–44 mm). Er wird bis zu 16 Millimeter lang. Sowohl die Vorder- als auch die Hinterflügel sind weiß mit grauen, schwarzen und gelbbraunen Flecken. Das Abdomen (Hinterleib) ist gelb mit mehreren Reihen schwarzer Punkte. Er imitiert mit der Zeichnung seiner Flügel Vogelkot (Vogelkotmimese).

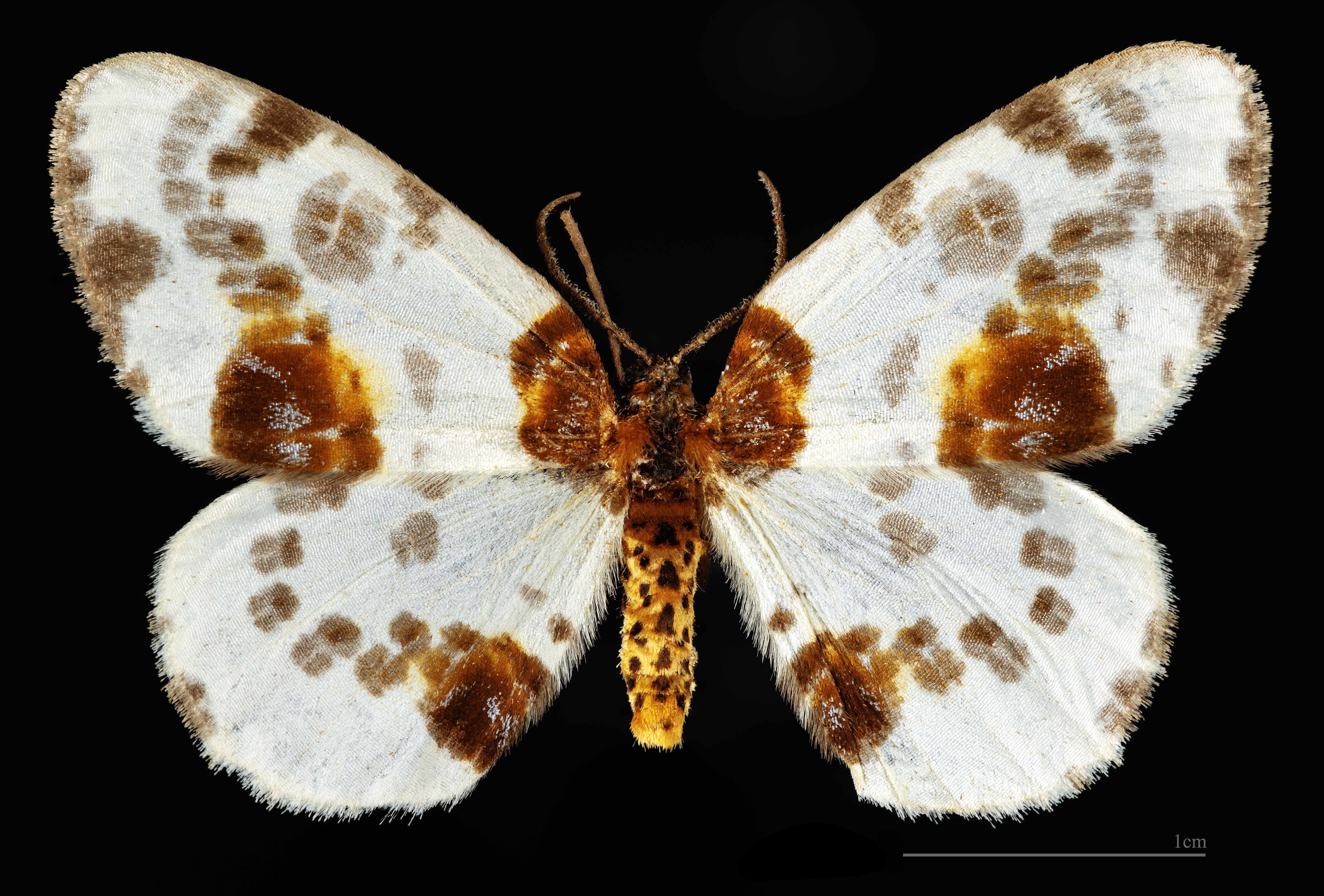
♂
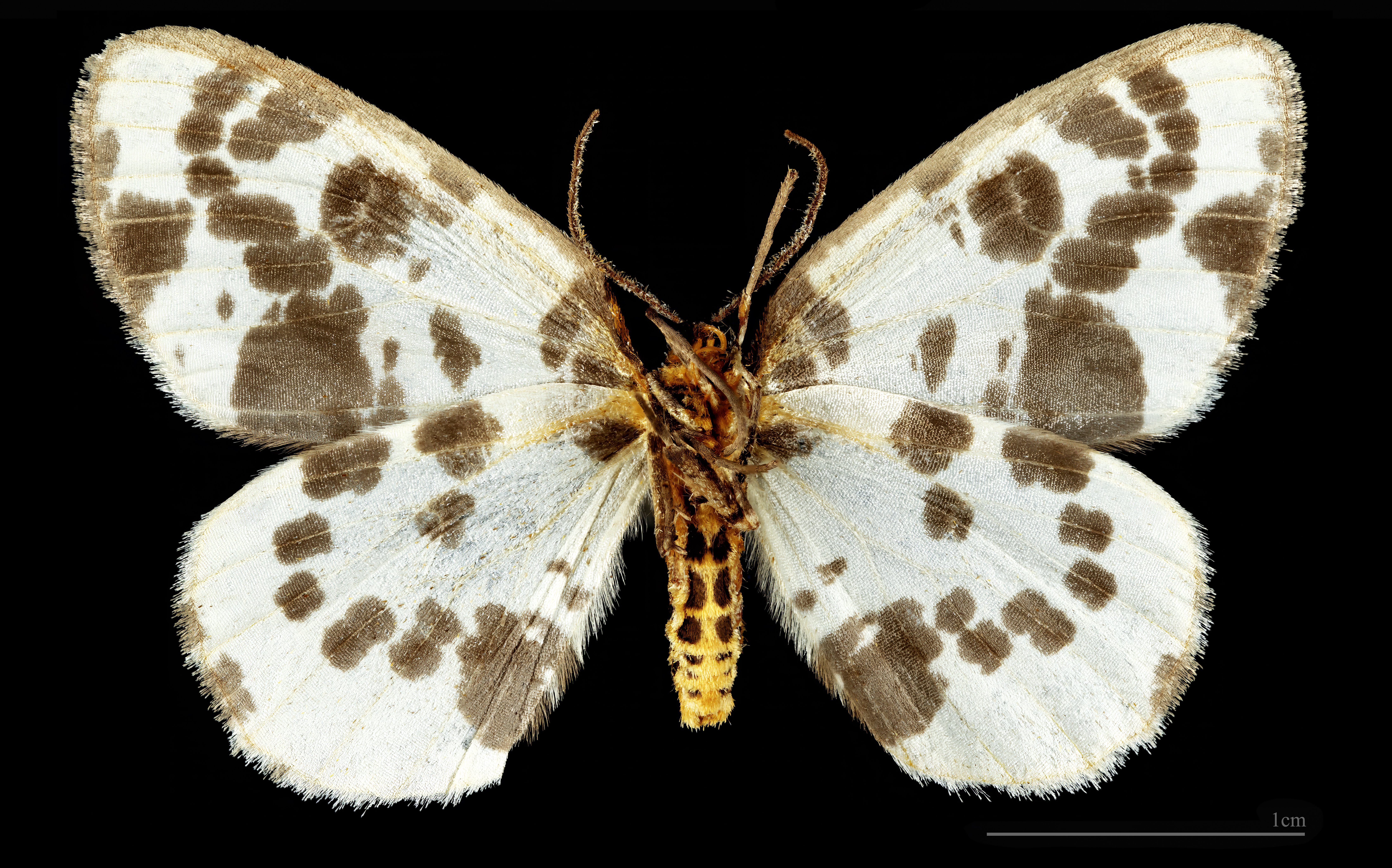
♂ △
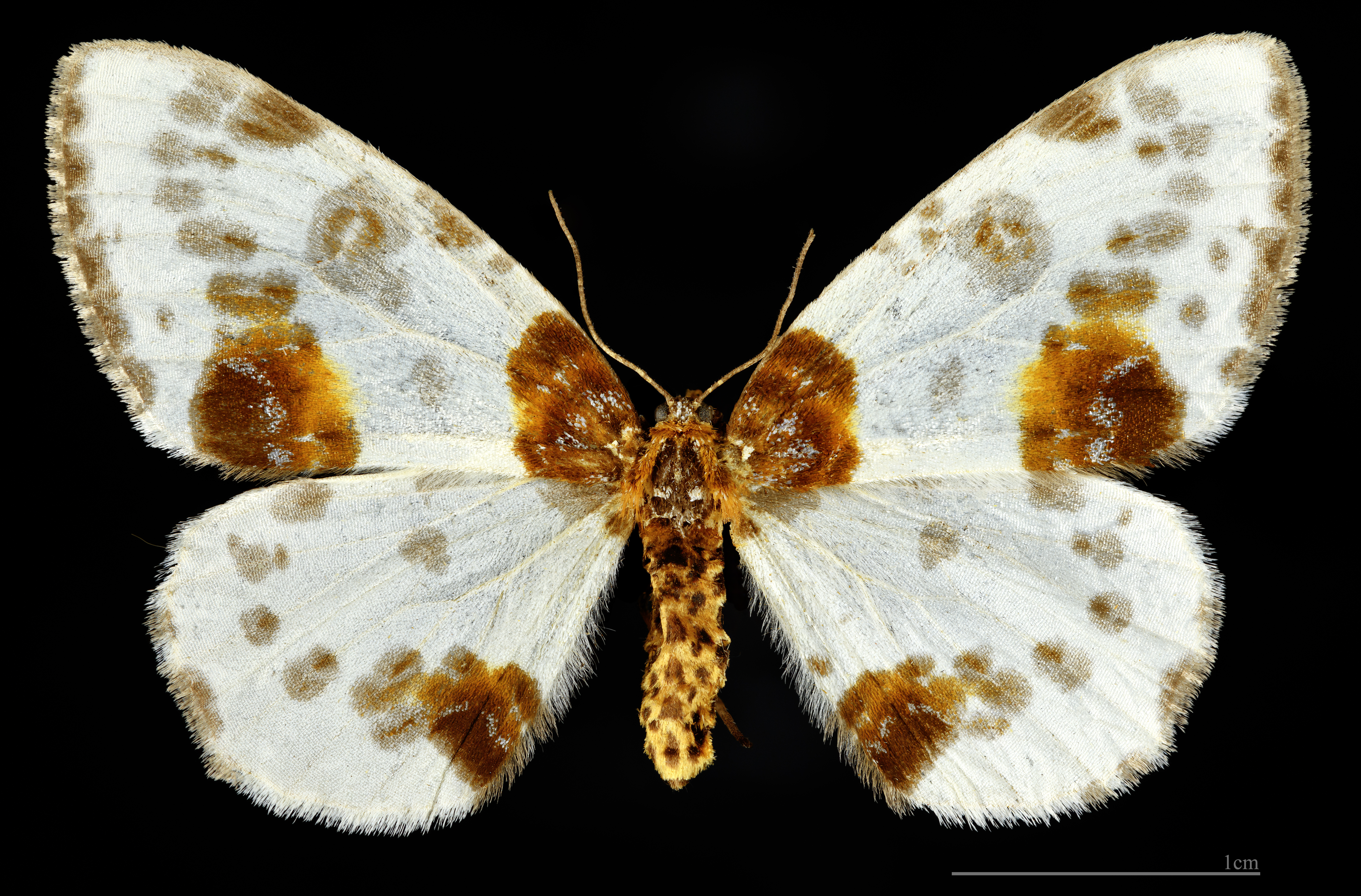
♀
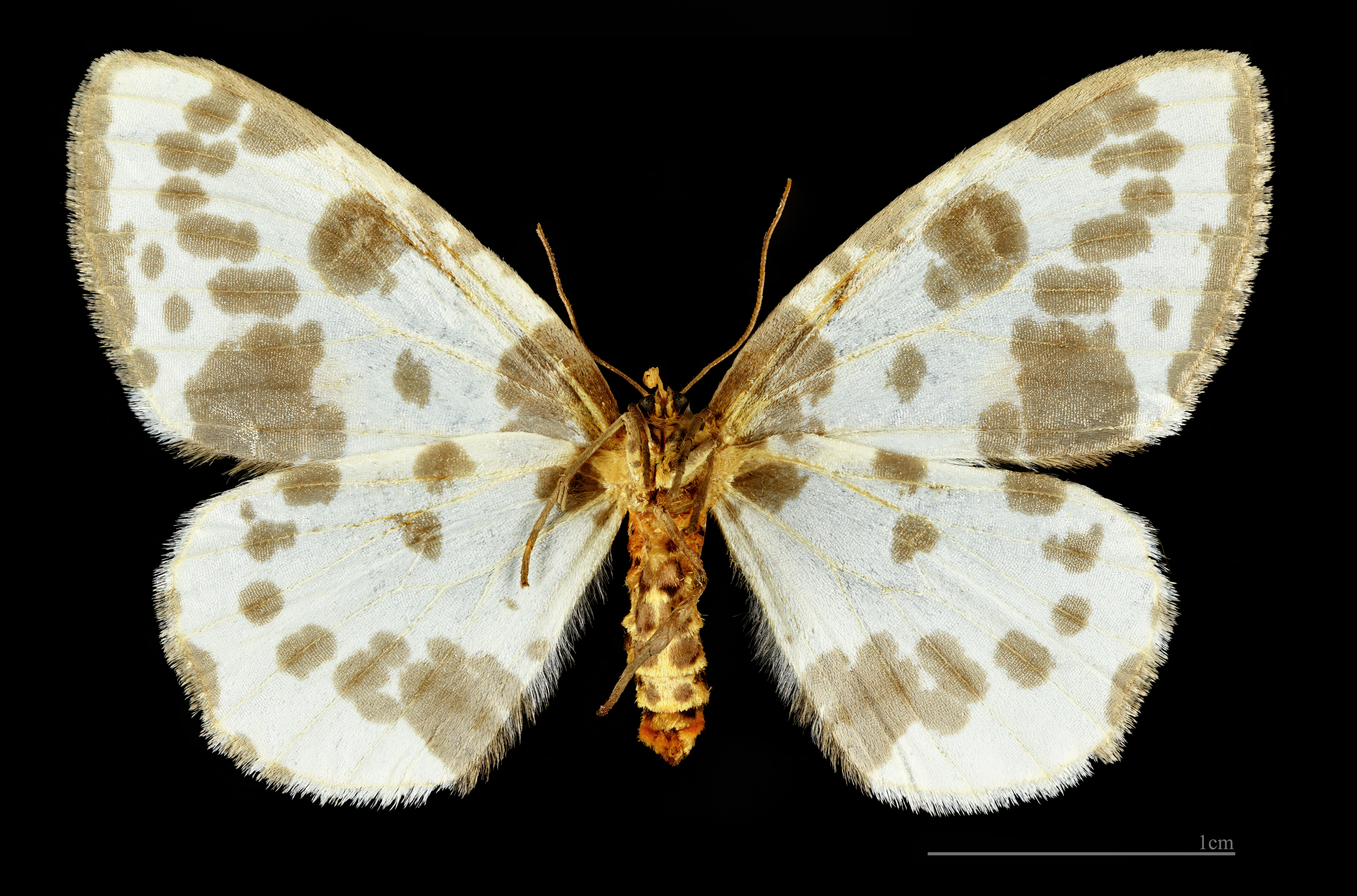
♀ △

### Ei, Raupe und Puppe
Das Ei ist zunächst weiß: es wird später grünlich gelb. Die Oberfläche ist mit einem polygonalen Netzmuster überzogen. Die rosettenartige Mikropyle ist acht- bis neunblättrig.
Die Grundfarbe der Raupe ist weiß und läuft an den Enden ockergelb an, sie kann aber auch gelblich-weiß gefleckt sein oder nur weiß, hier gibt es mehrere Farbvariationen. Der Körper ist aber seiner gesamten Länge nach mit schwarzen Längsstreifen verkleidet. Der Kopf und die Brustbeine glänzen schwarz. Die erwachsene Raupe erreicht eine Länge von 29 mm.
Die schwarzbraune Puppe ist verhältnismäßig kurz und dick. Die Segmenteinschnitte heben sich etwas heller ab.
Aufgrund seiner Flügelzeichnung ist er eigentlich unverwechselbar.

## Geographische Verbreitung und Lebensraum
Der Ulmen-Harlekin ist von Spanien und Südfrankreich über West- und Mitteleuropa bis nach Ostasien verbreitet. Im  Süden verläuft die Verbreitungsgrenze entlang des Südrandes der Alpen, im Norden dagegen durch das mittlere Fennoskandien.
Der Lebensraum des Ulmen-Harlekins ist vom Vorhandensein der beiden wichtigsten Raupenfutterpflanzen Gewöhnliche Traubenkirsche (Prunus padus) und Berg-Ulme (Ulmus glabra) geprägt. Dazu zählen Feuchtgebiete wie Talauen, Uferränder und Bruchwälder sowie Hang- und Schluchtwälder sowie enge Bachtäler in Rotbuchenwäldern.

## Lebensweise
Der Ulmen-Harlekin fliegt in einer Generation von Mitte Mai bis Ende August. Das Abundanzmaximum wird Mitte Juli erreicht. In Abhängigkeit von den klimatischen Gegebenheiten können die ersten Falter jedoch schon Anfang Mai und noch bis Anfang September beobachtet werden. Die Falter fliegen tagsüber nur selten und werden erst mit Einbruch der Dämmerung aktiv. Sie sitzen tagsüber auf Stämmen, Zweigen und der Oberseite von Blättern. Wird der Falter trotz seiner Tarnung (Vogelkotmimese) gestört, so kann als Abwehrverhalten Totstellen beobachten werden, wobei das gelbe mit mehreren schwarzen Punktreihen versehene Abdomen auf die Ungenießbarkeit hinweist.
Die Raupen sind von Juli bis September (oder auch Oktober) zu finden. Sie ernähren sich von den Blättern verschiedener Laubbäumen, wie zum Beispiel Berg-Ulme (Ulmus glabra), Gewöhnliche Traubenkirsche (Prunus padus), Vogel-Kirsche (Prunus avium), Rotbuche (Fagus sylvatica), Birke (Betula spec.), Hasel (Corylus avellana), Wolliger Schneeball (Viburnum lantana). Die Verpuppung erfolgt im Herbst in der Erde. Die Art überwintert als Puppe.

## Gefährdung und Schadwirkung
Der Ulmen-Harlekin ist in Deutschland insgesamt nicht gefährdet. Allerdings wird die Art in Hamburg als vom Aussterben bedroht gelistet, in Niedersachsen und Rheinland-Pfalz als gefährdet. Gelegentlich werden sogar Massenvermehrungen beobachtet, wobei es zu Kahlfraß an den Raupennahrungspflanzen kommen kann.

## Systematik und Taxonomie
Die Art wurde von Giovanni Antonio Scopoli 1763 als Phalaena sylvata erstmals wissenschaftlich beschrieben. In der älteren Literatur erscheint die Art auch in der Kombination Calospilos sylvata. Die Typusart von Calospilos Hübner, 1825 ist Phalaena ulmata, ein jüngeres subjektives Synonym von Phalaena sylvata Scopoli, 1763. In den neueren Arbeiten wird Calospilos Hübner, 1825 entweder als jüngeres Synonym von Abraxas Leach, 1815 gesehen, oder als Untergattung von Abraxas.
Derzeit werden zwei Unterarten unterschieden:
- Abraxas sylvata sylvata, die nominotypische Unterart, im größten Teil des Verbreitungsgebietes
- Abraxas sylvata microtate Wehrli, 1931, Japan[9]